# Odoardo II. Farnese

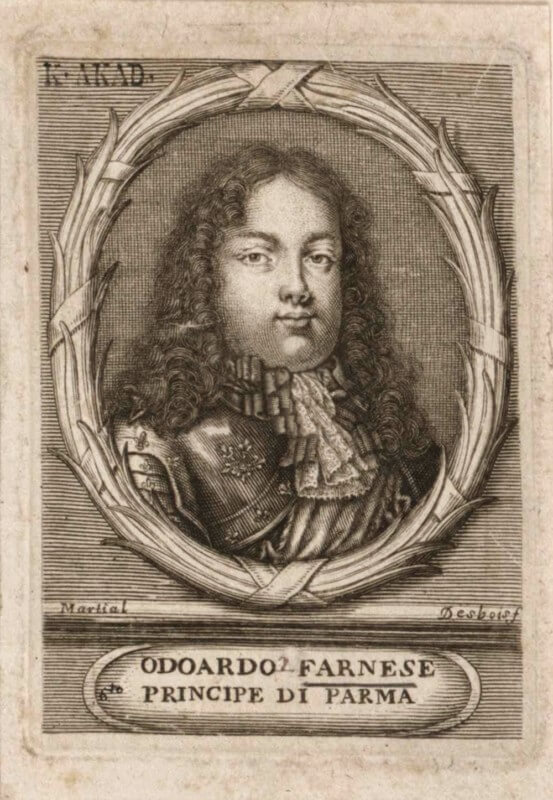
Odoardo II. Farnese

Odoardo Farnese, Erbprinz von Parma (* 12. August 1666 in Colorno bei Parma, dem Sommersitz der Farnese; † 6. September 1693) war der Sohn und Erbe des Herzogs Ranuccio II. Farnese von Parma und Piacenza, der ihn aber überlebte. Seine Mutter war Isabella d’Este (1635–1666), 2. Gemahlin des Ranuccio; sie starb im Wochenbett am 21. August 1666.
Odoardo Farnese war verheiratet (per procurationem wurde die Hochzeit in Neuburg an der Donau am 3. April 1690 geschlossen, im Dom zu Parma erst am 17. Mai 1690) mit Dorothea Sophie von Pfalz-Neuburg (* 5. Juli 1670, † 15. September 1748), einer Tochter des Kurfürsten Philipp Wilhelm. In den drei Jahren ihrer Ehe bekamen sie zwei Kinder: Sohn Alessandro Ignazio (* 6. Dezember 1691, † 5. August 1693) und Tochter Elisabetta Farnese (* 25. Oktober 1692, † 1766), die 1714 König Philipp V. von Spanien heiratete und Parma und Piacenza als Mitgift einbrachte.
Odoardos Witwe heiratete am 8. Dezember 1695 seinen Bruder und Erben Francesco Farnese, der 1694 die Nachfolge seines Vaters angetreten hatte.